# Барбарас
Барбарас, още Барбарос или Барбарес (на македонска литературна норма: Барбарас), е бивше село в Северна Македония.

## География
Селото е било разположено високо в прохода, отделящ Поречието от Прилепското поле.

## История
Село Барбарас е споменато във Виргинската грамота на българския цар Константин Тих Асен от XIII век, издадена на манастира „Свети Георги Бързи“ на Виргино бърдо при Скопие.
През XV - XVI век броят на домакинствата в селото е, както следва:
| Година            | Брой домакинства | Неженени | Вдовици |
| средата на XV век | 5                | 1        | -       |
| 1476/77           | 57               | 5        | -       |
| 1481/82           | 107              | -        | 9       |
| 1519              | 77               | 2        | -       |
| 1523              | 77               | -        | 2       |
| 1528/29           | 59               | 7        | 2       |
| 1544/4            | 42               | -        | -       |

През XV век селото е дервентджийско. През XVI век 30 души от селото са дервентджии, а останалите - обикновена рая.
В XIX век Барбарас е чисто българско село в Прилепска кааза на Османската империя. В „Етнография на вилаетите Адрианопол, Монастир и Салоника“, издадена в Константинопол в 1878 година и отразяваща статистиката на населението от 1873 година, Барбарас (Barbarass) е посочено като село с 6 домакинства и 25 жители българи.
На Етнографската карта на Битолския вилает на Картографския институт в София от 1901 година Барбарос е чисто българско село в Прилепската каза на Битолския санджак с 6 къщи.
Според статистиката на Васил Кънчов („Македония. Етнография и статистика“) от 1900 година Барбарас има 62 жители, всички българи християни.
Цялото население на селото е под върховенството на Цариградската патриаршия. Според митрополит Поликарп Дебърски и Велешки в 1904 година в Барбарос има 5 сръбски къщи. По данни на секретаря на Българската екзархия Димитър Мишев („La Macédoine et sa Population Chrétienne“) в 1905 година в Барбарос (Колибите) (Barbaros Kolibité) има 40 българи патриаршисти сърбомани.
При избухването на Балканската война в 1912 година един човек от Барбарас е доброволец в Македоно-одринското опълчение. След Междусъюзническата война селото попада в Сърбия.
На етническата си карта на Северозападна Македония в 1929 година Афанасий Селишчев отбелязва Барбарас като българско село.

## Личности
Родени в Барбарас
- Атанас Костов, македоно-одрински опълченец, 3 рота на 5 одринска дружина[10]